# Dargobądz
Dargobądz is een plaats in het Poolse district  Kamieński, woiwodschap West-Pommeren. De plaats maakt deel uit van de gemeente Wolin en telt 380 inwoners.